# Pheu Thai Party
Pheu Thai Party (thai: พรรคเพื่อไทย, Phak Phuea) er et thailandsk midter/centrum-højre politisk parti (i Thailand kaldt liberalt), de facto efterfølger til det af Thailands Forfatningsdomstol opløste People's Power Party (PPP), der var en efterfølger til Thai Rak Thai Party (TRT), som som blev opløst ved dom i maj 2007 for overtrædelse af valglovene. Pheu Thai Party blev stiftet den 20. september 2007 af tidligere premierminister Thaksin Shinawatra.
Pheu Thai Party har størst tilslutning i den nordlige og den østlige del af Thailand.

## Historie

### Partistiftelse
Pheu Thai Party (PTP) blev stiftet den 20. september 2007 af tidligere premierminister Thaksin Shinawatra.
Da People's Power Party (PPP) blev opløst af Thailands Forfatningsdomstol den 2. december 2008, skiftede flertallet af de tidligere PPP-parlamentsmedlemmer til Pheu Thai-partiet dagen efter, den 3. december.
Yongyuth Wichaidit blev valgt som partiets leder.
I december 2008 besluttede parlamentsmedlemmer fra fem PPP-koalitionspartier at godkende Abhisit Vejjajiva som Thailands næste premierminister og selv danne en demokrat-ledet koalition. PTP forsøgte at blive tilsluttet koalitionen, men Abhisit fik støtten og blev valgt.

### I regering fra 2011 til 2014
Ved parlamentsvalget i 2011 vandt partiet uventet 265 af 500 pladser i Repræsentanternes Hus. Yingluck Shinawatra, Thaksins yngste søster, blev nomineret som premierministerkandidat. På trods af sit absolutte flertal meddelte PTP, at det ville danne en koalitionsregering med fem mindre partier. Den 5. august blev Yingluck med 296 stemmer valgt som Thailands første kvindelige premierminister og formelt udpeget af kongen den 8. august.
Yinglock blev afsat 7. maj 2014 efter at en forfatningsdomstol havde fundet hende skyldig i embeds- og magtmisbrug. Hun flygtede fra Thailand, angiveligt 23. august 2017, forud for domsafsigelse i forbindelse med en forfejlet landbrusstøtte ordning.
Allerede i oktober 2013 begyndte de oppositionistiske såkaldte gultrøjer, at opfordre til demonstrationer i Bangkok. Formålet var med fredelige midler, blandt andet fløjter, at afsætte Yinluck Shinawatra-regeringen, hvorefter en udpeget premierminister skulle danne en overgangs regering, der kunne indføre reformer før et demokratisk valg blev afholdt. Demonstrationerne eskalerede de følgende måneder. Yinglocks regering opløste parlamentet og fortsatte som forretningsministerium, og udskrev nyvalg til afholdelse i februar 2014. Partiet Demokraterne boykottede valget og blokerede valgsteder i flere provinser. Efterfølgende blev diskuteret om et suppleringsvalg i de blokkerede provinser var muligt, om det allerede afholdte parlamentsvalg i det hele taget var juridisk gyldigt, om der kunne afholdes et helt nyt valg, om forretningsministeriet kunne gå af, eller var forpligtiget til at forsætte i henhold til forfatningen. Demonstranter havde i perioder okkuperet dele af Bangkok og urolighederne spredte sig til provinsen. Den siddende regering var også kommet i modvind over et subsidieret, men ufinansieret risopkøbsprogram, hvor bønderne solgte deres ris til regeringen, men udbetalinger af penge blev forsinket eller udeblev, hvilket yderligere medførte bønderdemonstrationer og vejblokader fra Bangkok og op gennem det nordøstlige Thailand, det såkaldte Isaan Plateau. Den eskalerende situation medførte et militærkup den 22. maj 2014.

### I opposition efter militærkup
Den 24. marts 2019 afholdtes valg til Repræsentanternes Hus, det første valg siden 2014-statskuppet. Militærjuntaen blev udskiftet med et delvist demokratisk valgt parlament, hvor senatet, der med 250 pladser udgør en tredjedel af parlamentets i alt 750 sæder, var udpeget af militæret, og regeringen kom til at bestå af hærens allierede. Den forhenværende juntaleder, Prayut Chan-o-cha blev udpeget som premierminister, mens Pheu Thai Party blev en del af oppositionen.
Efterhånden som fireårsperioden nærmede sig udløb med et forestående nyt parlamentsvalg kunne det i Januar 2022 konstateres, at oppositionen havde tabt næsten hvert eneste mellemvalg siden parlamentsvalget i 2019. Oppositionslederne kunne ikke præsenteret en samlet front og gik ofte i vejen for hinanden, hvilket efterlod plads til, at det regerende parti overtog pladserne. De to største oppositionspartier, Pheu Thai Party og det progressive Move Forward Party, var heller ikke enige og manglende alliance delte oppositionen. Pheu Thai havde tillige stemt sammen med det regerende parti, for at ændre valgreglerne, idet Pheu Thai blev fik det største mandatudbytte af ændringen, mens Move Forward Party blev største taber. Selv om meningsmålinger viste, at det regerende parti kunne miste 21 sæder i parlamentet, ville de vil stadig have de 250 militærudnævnte senatorer på deres side. Desuden havde forfatningsdomstolen stemt imod oppositionen ved enhver lejlighed i det forudgående årti.

### Parlamentsvalget 2023
Ved parlamentsvalgdet den 14. maj 2023 fik Pheu Thai Party 141 pladser, heraf 112 kredsmandater og 29 listemandater, ud af 500 i Repræsentanternes Hus, mens det progressive Move Forward Party overraskende vandt valget med 151 pladser. Paethongtarn Shinawatra – med kælenavnet "Ung-Ing" – datter af forhenværende premierminister Thaksin Shinawatra, er en af Pheu Thais premierministerkandidater. De øvrige er Srettha Thavisin og Chaikasem Nitisiri.
Partiet dannede en koalitionsregering på 35 medlemmer den 23. august under ledelse af Srettha Thavisin, med 16 ministre fra Pheu Thai.

## Politik
Pheu Thai nævnes i Thailand som et moderat liberalt parti, som kan sammenlignes med midterparti og centrum-højre.
Valgprogrammet i 2023 var:
- Målsætning om økonomisk vækst på 5 procent hvert år.
- Tilbyder 10.000 baht (cirka 2.000 kroner) uddelt via en digital pung til alle på 16 år og derover, penge de kan bruge i deres lokalsamfund, en ordning til en værdi af 560 milliarder baht (cirka 112 milliarder kroner).
- Hæve den daglige minimalløn til 600 baht (cirka 120 kroner, fra et gennemsnit på 337 baht, svarende til cirka 68 kroner) og en mindste månedsløn for universitetsuddannede til 25.000 baht (cirka 5.000 kroner) i 2027.
- Hjælp, så alle familier kan tjene mindst 20.000 baht (cirka 4.000 kroner) om måneden.
- Tredoble gennemsnitsindkomsten for landmænd til 30.000 baht per rai (thailandsk flademål på 0,16 hektar) om året inden 2027.
- Tre-årigt gældsmoratorium (betalingsudsættelse) på hovedstol og renter for landmænd og et-årigt gældsmoratorium for mindre virksomheder, der har være ramt af COVID-19, foruden låneomlægning (indfri nuværende lån til fordel for et nyt).
- Opgradere det universelle sundhedsprogram.
- Velfærdspakke til ældre, til en værdi af 300 milliarder baht (cirka 60 milliarder kroner).
- Uddanne 20 millioner højtuddannede arbejdere og skabe 20 millioner job.
- Reducere priser på bybane, energi, elektricitet og gas, samt støtte ren og vedvarende energi.
- Én tablet-computer pr. elev og lærer med gratis Internet.